# Claudio Pizarro
Claudio Miguel Pizarro Bosio, född 3 oktober 1978 i Callao, Peru, är en peruansk före detta fotbollsspelare. 
Claudio Pizarro slog igenom i Werder Bremen och köptes sedan av Bayern München. Därefter flyttade han mellan klubbarna ett par gånger under karriären. Pizarro spelade även i den engelska storklubben Chelsea, där fick han snålt med speltid och gjorde endast 2 mål på 21 matcher vilket resulterade i en övergång tillbaka till Tyskland.
Den 18 mars 2019 i ett Bundesliga-möte mellan Werder Bremen och RB Leipzig (2-1) gjorde han sitt 197:e mål i Bundesliga och är därmed nummer två i skyttelistan "flest mål av en utländsk spelare", endast polacken Robert Lewandowski har gjort fler, nämligen 282 (3 september 2021). Med sina 490 Bundesligamatcher toppar han även listan med flesta matcher av en utländsk spelare.

## Klubbhistorik
Claudio Pizarros smeknamn inom fotbollen är The Bomber och även "Inca God". När Pizarro blev värvad av den tyska klubben Werder Bremen och gjorde succé där blev han även en toppspelare i A-Landslaget.

## Meriter
Bayern München
- Bundesliga: 2003, 2005, 2006, 2013, 2014
- Tyska cupen: 2003, 2005, 2006, 2013, 2014
- Tyska ligacupen: 2004
- DFL Supercup: 2012
- Uefa Champions League: 2013
- Uefa Super Cup: 2013
- Interkontinentala cupen: 2001
- FIFA Klubb-Världsmästerskapet: 2013

Werder Bremen
- Tyska cupen: 2009